# روینرورلد
روینرورلد (به هلندی: Ruinerwold) یک منطقهٔ مسکونی در هلند است که در ده‌ولدن واقع شده‌است. روینرورلد ۲٬۸۳۵ نفر جمعیت دارد.